# RCA Red Seal
La RCA Red Seal è stata una etichetta discografica statunitense di musica classica, appartenente alla RCA Records. La stampa e la distribuzione in Italia era curata dalla RCA Italiana.
In seguito alla sua acquisizione avvenuta nel 2004 da parte di Sony BMG Music Entertainment, l'etichetta è entrata a far parte della divisione Sony Masterworks della Sony Music.

## Storia
Fondata nel 1902 da Eldridge R. Johnson, l'etichetta deve il suo nome al colore rosso che caratterizza l'etichetta presente sul vinile.
Il catalogo della RCA Red Seal raccoglie famose registrazioni di grandi artisti quali i tenori Enrico Caruso e Mario Lanza, i direttori d'orchestra Arturo Toscanini, Fritz Reiner e Eugene Ormandy, il violinista Jascha Heifetz, il chitarrista Julian Bream, e i pianisti Arthur Rubinstein, Vladimir Horowitz e Van Cliburn.

## Dischi
La datazione qui riportata si basa sull'etichetta del disco o sulla copertina.

### 33 giri
| Numero di catalogo | Anno | Interprete                                | Titoli                               |
| ------------------ | ---- | ----------------------------------------- | ------------------------------------ |
| LM 2199            | 1958 | The Robert Shaw Chorale                   | A Mighty Fortress                    |
| LM 2265            | 1959 | Artur Rubinstein                          | Chopin Concerto n°2                  |
| LM 2544            | 1961 | Sviatoslav Richter                        | BEETHOVEN CONCERTO N° 1 SONATA OP 54 |
| LM 2699            | 1964 | Pablo Casals                              | L'arte di Pablo Casals               |
| LM 20112           | 1969 | Rosa Ponselle                             | Arie d'opera                         |
| LSC 2331           | 1965 | Mario Lanza                               | Canzoni napoletane                   |
| LSC 2393           | 1965 | Mario Lanza                               | Musica proibita                      |
| RL 11569           | 1976 | Emanuel Ax                                | Chopin                               |
| RL 12084           | 1978 | Eugene Ormandy                            | A Midsummer Night’s Dream            |
| RL 30376           | 1979 | Niederaltaicher Scholaren, Konrad Ruhland | Laudiamo Jesu                        |
| RL 31650           | 1982 | Ennio Morricone                           | Gestazione / Totem secondo           |
| RL 70761 (2)       | 1985 | Ennio Morricone                           | Musiche da Camera                    |